# Julius Bleichröder

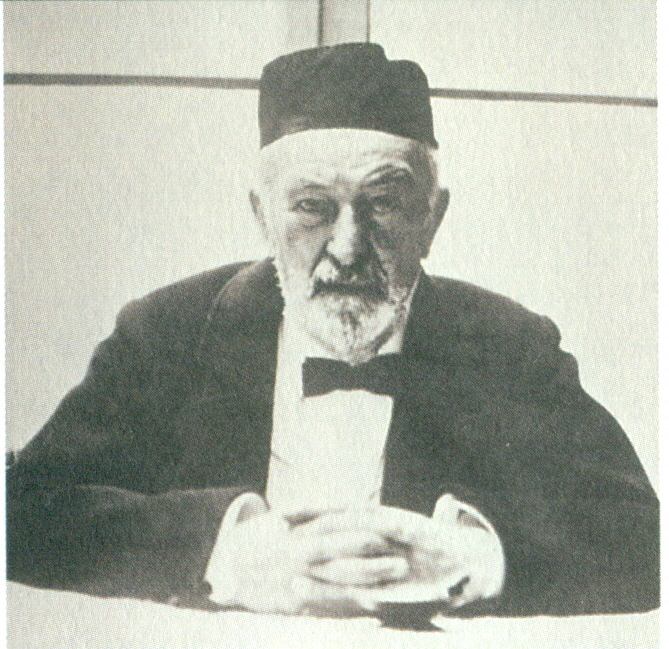
Julius Bleichröder, um 1900

Julius (Israel Levy) Bleichröder (* 27. April 1828 in Berlin; † 17. Februar 1907 in Berlin) war ein deutscher Bankier jüdischer Konfession.

## Herkunft und Familie
Julius Bleichröder stammte aus der Bankiersfamilie Bleichröder und war Gründer des Bankhauses Julius Bleichröder & Co. Der Gründer des Bankhauses S. Bleichröder, Samuel Bleichröder, war sein Vater. Sein Bruder war der als Bankier Bismarcks bekannte und von diesem 1872 in den Adelsstand erhobene Gerson Baron von Bleichröder.
Julius Bleichröder heiratete am 30. Mai 1858 Adelheid Salomon, gemeinsam hatten sie sieben Kinder. Die Tochter Johanna (1861–1938) heiratete den Physiker und Politiker Leo Arons, die Tochter Agathe (1871–1933) heiratete den Neurologen Hugo Liepmann.

## Leben

Bankier Julius Bleichröder (Mitte), mit seinem Sohn Fritz Bleichröder und der Gouvernante Anna Cahen

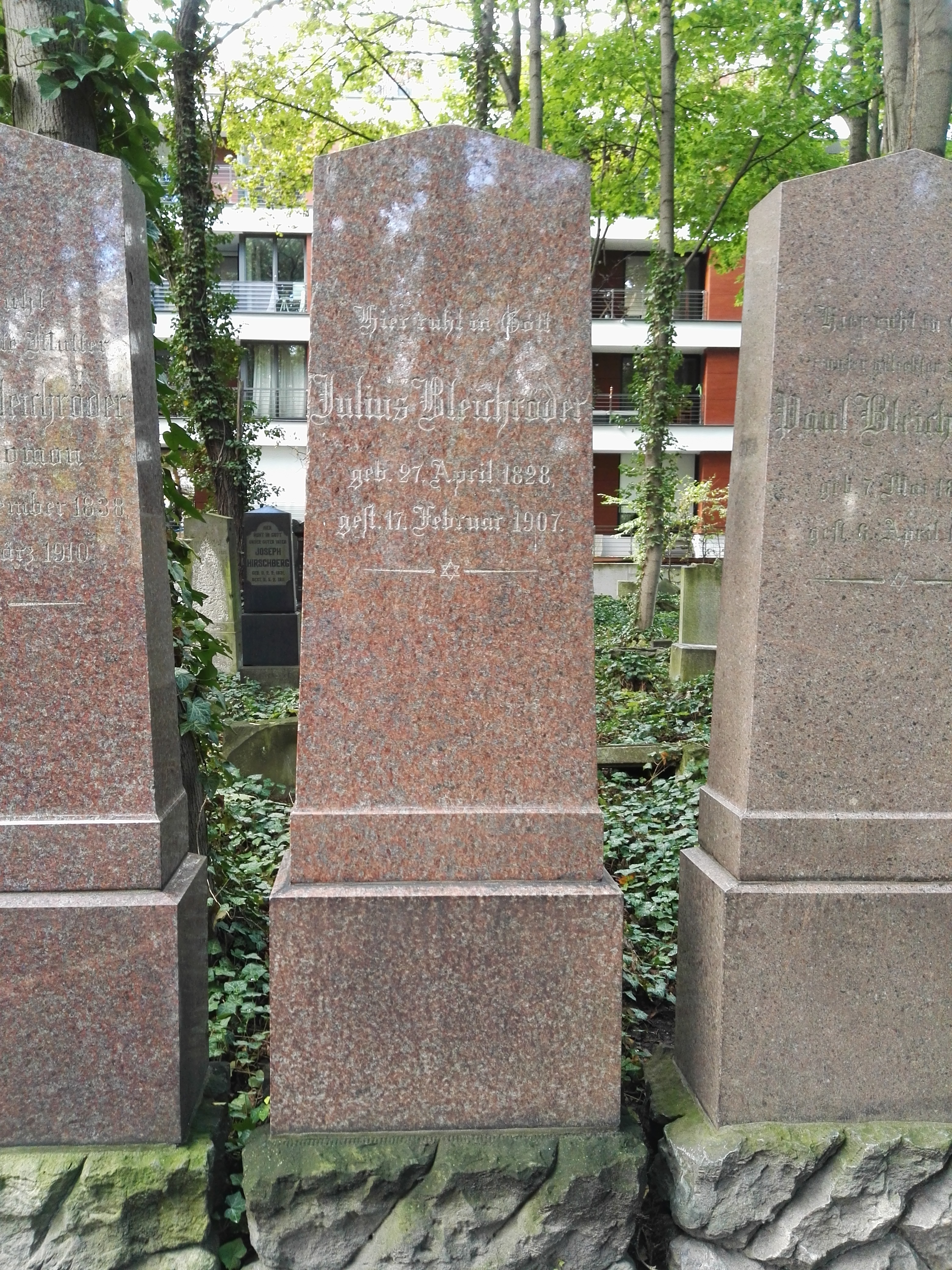
Grabstätte

Bis zu seinem 16. Lebensjahr besuchte er das Gymnasium. 1844 absolvierte Bleichröder eine Lehre in der Frankfurter Rothschild-Bank. Nach dem Tod des Vaters führten seine beiden Söhne das Bankgeschäft weiter. Um 1860 gründete Julius seine eigene Bank und war damit unabhängig von seinem älteren Bruder Gerson. Zwischen den beiden Banken bestanden noch stille Teilhaberschaften, die im Jahr 1870 aufgegeben wurden.
Bleichröder war Mitglied der Gesellschaft der Freunde, eines Berliner jüdischen Wohltätigkeitsvereins und inoffiziellen Zentrums der Berliner Wirtschafts- und Finanzelite. Er unterstützte zahlreiche wohltätige Organisationen finanziell; beispielsweise das erste Altersheim der Jüdischen Gemeinde in Berlin. Er war Namensgeber der Julius Bleichröder-Stiftung, welche die Ausbildung jüdischer Lehrerinnen förderte. Nach ihm und seinem Sohn Fritz Bleichröder wurde in Berlin-Pankow ein Park benannt, nämlich der Bleichröderpark.
Beigesetzt wurde Julius Israel Levy Bleichröder im Erbbegräbnis Nr. 409, wo auch seine Frau Adelheid (1838–1910), die Söhne Richard Samuel (1866–1874), Paul John (1869–1891) und Dr. Fritz Bleichröder (1875–1938) ruhen, auf dem Jüdischen Friedhof Schönhauser Allee. Auf diesem Friedhof ruhen auch der Vater Samuel Bleichröder (1779–1855) und der berühmte Bruder Gerson von Bleichröder. Dessen Nachfahren konvertierten zum Christentum und ließen sich in einer Gruft auf dem Zentralfriedhof Friedrichsfelde beisetzen. Die Mausoleumskapelle wurde auf Weisung von Wilhelm Pieck Anfang der 1950er Jahre abgetragen, weil die DDR-Regierung Platz für ihre neu eingerichtete Gedenkstätte der Sozialisten benötigte.